# Холмс (округ, Флорида)
Холмс (англ. Holmes county) — округ штата Флорида Соединённых Штатов Америки. На 2000 год в нем проживало 18 564 человека. По оценке бюро переписи населения США в 2005 году население округа составляло 19 264 человека. Окружным центром является город Бонифей.

## История
Округ Холмс был сформирован в 1848 году.